# 中图公司
中国图书进出口（集团）有限公司（英語：China National Publications Import & Export (Group) Co.,Ltd.），为中华人民共和国一家国有图书进出口公司，2002年起为中国出版集团公司的成员单位。

## 现状
根据公司官方介绍，该公司占中国出版物进口市场份额的60%以上，占中国出版物出口市场份额的30%。在美国、加拿大、英国、德国、法国、日本、澳大利亚、俄罗斯、香港等国家和地区设有海外网点，共有6家分公司（代表处）、8家出版公司、12家书店和发行公司等26家海外机构。

## 历史
1949年11月在北京成立“中国国际书店”，隶属于中央人民政府出版总署，从事海外书刊进口业务，在国内各大城市设分店。1964年1月，国际书店的进口业务单独划出成立中国外文书店，专营图书进口；国际书店改名为中国国际书店，对外冠以副名中国出版物中心（China Publications Centre），专营图书出口业务。1973年1月“中国外文书店”改名为“中国图书进口公司”（沿革为中国图书进出口（集团）总公司）。1981年再更名为“中国图书进出口总公司”，增加了中国书刊出口业务。1981年，中国国际书店恢复进口业务，1984年成立中国图书进口中心，业务很快达到一定规模；后来，又在上海、深圳、广州等地开设分公司，构建起辐射全国主要地区的进口销售网络。1981年11月，中国国际书店成立朝华出版社，用多种文字出版大型画册及中外文对照图书。1983年9月7日，中华人民共和国文化部正式批准中国国际书店从12月1日起更名为中国国际图书贸易总公司（简称国图公司）。1999年改为现名“中国图书进出口（集团）总公司”。2009年通过ISO9001质量管理体系认证。
1950年7月开始，中国国际书店国内发行部先后在北京、上海、天津、沈阳、西安、广州、武汉、重庆设分店。1955年，各分店归所在地方领导。1958年，各地分店先后改名为外文书店或新华书店的外文门市部。1979年以后，各省、市、自治区相继成立外文书店，为国内广大读者提供各种外文书刊资料、外语教材和外语教学磁带，并为来华工作和旅游的外国人以及来内地的台港澳同胞及海外侨胞提供外文书刊、画册、录音录像磁带等。